# ولفارارتسدیک
ولفارارتسدیک (به هلندی: Wolphaartsdijk) یک منطقهٔ مسکونی در هلند است که در گوئز واقع شده‌است. ولفارارتسدیک ۲٬۱۰۹ نفر جمعیت دارد.